# Президентские выборы в Бангладеш (2009)

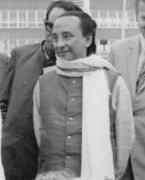
Зиллур Рахман.

Непрямые президентские выборы в Бангладеш планировались к проведению 16 февраля 2009 года после парламентских выборов 2008 года. Хотя номинально выборы должны были пройти до 5 сентября 2007 года, когда истёк срок полномочий Яджуддина Ахмеда, они были перенесены из-за отсутствия избранного парламента, который должен был провести голосование.
После парламентских выборов 2008 года победившая партия Авами Лиг выдвинула кандидатуру члена президиума партии Зиллура Рахмана в президенты страны. Рахман был единственным кандидатом, подавшим документы для избрания. В связи с этим 11 февраля Избирательная комиссия объявила о его избрании и 12 февраля он принял присягу и стал 19-м президентом Бангладеш.